# Лемишко, Константин Львович
Константин Львович Лемишко (8 мая 1974, Львов, Украинская ССР, СССР) — украинский футболист и тренер.

## Игровая карьера
Воспитанник футбольной школы «Карпаты» (Львов). Первый тренер — Владимир Беззубяк. Начинал играть в любительских командах Львовской области. С 1995 по 1998 годы курсировал между первой и второй лигами чемпионата Украины.
В 2000 году был приглашён в «Ниву» (Тернополь). В высшей лиге дебютировал 18 марта 2000 года в игре с харьковским «Металлистом». В высшей лиге играл в составе трёх команд: «Нивы», «Полиграфтехники» и «Ворсклы». Всего сыграл 32 матча.
В 2003 году играл в высшем дивизионе Казахстана в команде «Восток» (Усть-Каменогорск), откуда зимой 2004 года перешёл в «Гомель». В составе белорусов провёл всего один официальный матч в рамках Кубка Содружества. После возвращения на Украину ещё три года выступал во второй лиге.

## Тренерская карьера
С апреля по май 2010 года работал в тернопольской «Ниве» в тренерском штабе Эдуарда Павлова.
В августе 2010 года был назначен директором «Нивы».
В 2012 году работал старшим тренером команды «Погонь» (Львов), выступающей в первенстве Львовской области.

## Образование
Окончил Львовский институт физической культуры и спорта.